# ويليام ستانلي (قاضي)
ويليام ستانلي (بالإنجليزية: William Stanley)‏ هو قاضي أيرلندي، ولد في 1872 في دبلن في جمهورية أيرلندا، وتوفي في 1939 في هونولولو في الولايات المتحدة.